# Eleccions legislatives del Kirguizstan de 2010
El 10 d'octubre de 2010 es van celebrar eleccions legislatives anticipades al Kirguizstan. Els 120 escons del Consell Suprem es van triar pel sistema de llistes de partits. Es van assignar escons a tots els partits que van obtenir més del 5% dels vots en total i més del 0,5% en cadascuna de les nou províncies, amb un límit de 65 escons per partit.
Ata-Zhurt va obtenir una pluralitat d'escons, mentre que el governant Partit Socialdemòcrata va quedar segon i Ar-Namys tercer.

## Context
L'abril de 2010, el president Kurmanbek Bakíev va ser enderrocat, la qual cosa va portar al poder a un govern interí dirigit per Roza Otunbàieva. El 19 d'abril de 2010 es va presentar un pla electoral i de reformes. Un referèndum constitucional celebrat al juny va aprovar per aclaparadora majoria una reforma perquè el país passés d'un sistema presidencial a un sistema parlamentari. La nova Constitució permetria al Parlament elegir al primer ministre i exercir un paper clau en la formació del nou govern.
La situació geoestratègica del Kirguizstan era vital perquè proveïa a la guerra de l'Afganistan a través de la base aèria de Manas, i a més és l'únic país que alberga una base estatunidenca i una altra russa. Els esdeveniments polítics de 2010 també van complaure els Estats Units, però van molestar a Rússia, que va advertir que la primera democràcia parlamentària de l'Àsia central podria ser catastròfica per al Kirguizstan. Rússia també considera la zona com la seva esfera d'influència.
Al principi, les eleccions legislatives s'anaven a celebrar al mateix dia que les presidencials. No obstant això, aquestes es van retardar fins a octubre de 2011, i Otunbàieva va continuar sent presidenta fins al 31 de desembre de 2011.

## Observació internacional
Les eleccions van ser observades per 850 observadors internacionals de 32 organitzacions, inclosos 300 observadors de l'Organització per a la Seguretat i la Cooperació a Europa (OSCE). L'equip internacional d'observadors va aplaudir la votació, i el de l'OSCE va afirmar que les eleccions suposaven un pas en la «major consolidació del procés democràtic». Encara que els observadors van afirmar que aquestes eleccions no s'assemblaven a altres celebrades en el passat i no presentaven les mateixes irregularitats, sí que van assenyalar algunes peculiaritats, mentre que la Comissió Electoral Central no estava prou preparada per als comicis, per la qual cosa és possible que es produïssin «tractes per sota de la taula». Només un observador va tenir una reacció negativa davant la votació, encara que la majoria es va mostrar satisfeta que fos un «pas en la bona direcció».

## Conseqüències
Es va considerar que el resultat preparava el terreny per a una legislatura fracturada i sense molta capacitat de decisió, en la qual Ar-Namys exerciria probablement el paper de "faedor de reis".
Després de les eleccions, el SDPK, Respublika i Ata-Meken van acordar una coalició a finals de novembre. No obstant això, tan aviat com es va acordar oficialment la coalició, el 2 de desembre, aquesta es va ensorrar al no poder elegir un president del Parlament (només 58 dels 67 diputats de la coalició van votar a favor del president designat en una votació secreta).
El 15 de desembre, Respublika va anunciar que havia negociat amb èxit la creació d'un govern de coalició amb el SDPK i Ata-Zhurt. Almazbek Atambàiev, del SDPK, es va convertir en primer ministre amb 92 escons en la cambra de 120, Akhmatbek Keldibekov, de Ata-Zhurt, va ser elegit president del Parlament amb 101 a 14 vots i Omurbek Babanov, de Respublika, passaria a ser viceprimer ministre. El nou govern va ser aprovat més tard aquest mateix dia.